# Калмыкова, Мария Львовна
Калмыкова Мария Львовна (род. 14 января 1978, Рязань) — российская баскетболистка, центровая. Заслуженный мастер спорта России.

## Биография
Начала заниматься баскетболом в возрасте 9 лет в Рязани. Её первым тренером был заслуженный тренер России В. Н. Лазарев. Затем переехала в Вологду где окончила Вологодский государственный педагогический университет. Выступала за команды «Ari» (Турция, Анкара), «Вологда-Чеваката» (Вологда), «Динамо-Энергия» (Новосибирск), «Россиянка» (Московская область), «Динамо» (Москва), «Глория» (Москва), «Спарта энд К» (Видное), «Спартак» (Санкт-Петербург), Ростов-Дон (Ростов-на-Дону). В сезоне 1998-1999 г. признана лучшей центровой России. Она является автором первого в истории российского баскетбола квадрупл-дабла и единственного в истории страны на профессиональном уровне: в 2001 году выступая за команду «Вологда-Чеваката» (Вологда), в матче с Курским «Динамо», набрала 20 очков, сделала 15 подборов, 11 голевых передач и 10 блок-шотов. За сборную России выступала с 1998 г по 2004 г.

### Достижения
- Бронзовый призёр Олимпийских игр: 2004
- Серебряный призёр чемпионата мира: 2002
- Чемпион Европы: 2003
- Чемпион Европы среди юниоров: 1996
- Серебряный призёр чемпионата Европы: 2001
- Бронзовый призёр чемпионата Европы: 1999
- Обладатель Кубка Европы ФИБА: 2006, 2007
- Чемпионка Турции среди юниоров: 1994
- Чемпионка СНГ: 1992
- Серебряный призёр чемпионата России Премьер лига: 2012
- Бронзовый призёр чемпионата России Суперлига: 2001, 2003, 2004, 2007, 2009, 2010
- Обладатель кубка Кузина: 2011, 2012

## Звания и ордена
- Заслуженный мастер спорта.
- Медаль ордена за заслуги перед отечеством II степени (30 октября 2006г).
- Калмыкова: первый квадрупл-дабл в истории.
- Список известных вологжан.
- ЖБК «Спартак» подписал контракт с Марией Калмыковой.
- Указ Президента РФ от 30 октября 2006 г. N83456.